# Superliga de voleibol 2006-07
La Superliga masculina de voleibol de España 2006-07 fue el XLIII torneo de la máxima categoría de liga del voleibol español, organizado por la Real Federación Española de Voleibol (RFEVB).
Se disputó entre 12 equipos por sistema de liga y un play-off final de tres rondas entre los ocho primeros clasificado en la primera fase. Así pues el ganador de la última ronda fue el Drac Palma CV Pórtol resultando campeón de la competición. Los dos últimos clasificados, el Vigo Valery Karpin y el Rodi Lleida descendieron a la Superliga 2.

## Clasificación final
| Puesto | Nombre                      | Sede                       | Región               | 2007-2008         |
| ------ | --------------------------- | -------------------------- | -------------------- | ----------------- |
| 1º     | Drac Palma                  | Palma de Mallorca          | Baleares             | Liga de Campeones |
| 2º     | Unicaja Arukasur            | Almería                    | Andalucía            | Liga de Campeones |
| 3º     | Arona Playa de las Américas | Arona (Tenerife)           | Canarias             | Top Teams         |
| 4º     | Numancia Voleibol           | Soria                      | Castilla y León      | Copa CEV          |
| 5º     | CD Universidad de Granada   | Granada                    | Andalucía            | Copa Challenge    |
| 6º     | Compaktuna UD Vecindario    | Vecindario (Gran Canaria)  | Canarias             |                   |
| 7º     | J'Hayber Elche              | Elche (Alicante)           | Comunidad Valenciana |                   |
| 8ª     | Jusán Canarias Las Palmas   | Las Palmas de Gran Canaria | Canarias             |                   |
| 9º     | Fábregas Sport Aragón       | Zaragoza                   | Aragón               |                   |
| 10º    | CAI Voleibol Teruel         | Teruel                     | Aragón               |                   |
| 11º    | Vigo Valery Karpin          | Vigo (Pontevedra)          | Galicia              | Superliga 2       |
| 12º    | Rodi Lleida                 | Lérida                     | Cataluña             | Superliga 2       |

| Predecesor: Temporada 2005-06 | Superliga masculina de voleibol de España 2006-07 | Sucesor: Temporada 2007-08 |